# ساحة فلسطين

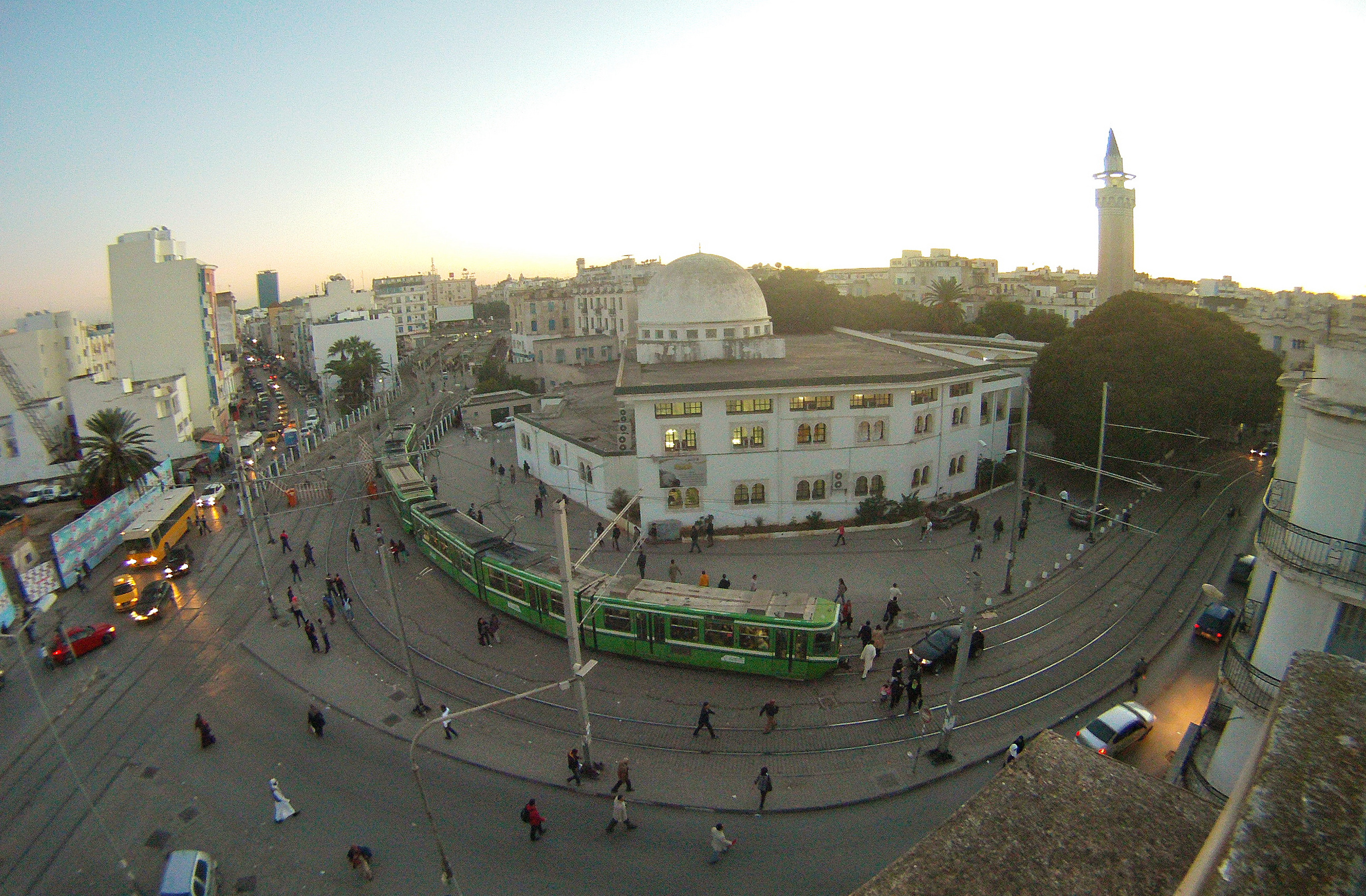
ساحة فلسطين

ساحة فلسطين هي إحدى ساحات مدينة تونس وتحتل موقعا وسطا في المدينة العصرية، ويربطها شارع جان جوراس بساحة 7 نوفمبر ويربطها نهج فلسطين بساحة إفريقيا ويصلها نهجا نلسن مانديلا والقرش الكبير بشارع محمد الخامس. كما تفتح غربا نحو شارع الحرية. وتغطي الساحة خطوط سكة المترو الخفيف المتجه شمالا نحو أريانة ونحو الضواحي الغربية وصولا إلى منوبة وحي الانطلاقة. وأهم ما يوجد قرب هذه الساحة محطة الجمهورية للمترو الخفيف والجامعة العربية الخاصة للعلوم وجامع الفتح  الذي يعتبر أهم جامع بحي لافايات.

## إشارات مرجعية
1. ↑  http://www.islamicfinder.org/getitWorld.php?id=35124&lang= جامع الفتح نسخة محفوظة 2016-08-10 على موقع واي باك مشين.